# Es werde Licht!
Es werde Licht! ist ein von 1917 bis 1918 gedrehter, vierteiliger Filmzyklus von Richard Oswald. Die Filmreihe thematisiert in aufklärerischer wie warnender Form Geschlechtskrankheiten und andere Folgen ungeschützten Sexlebens. Es werde Licht! gilt als der Urvater aller Aufklärungs- und Sittenfilme. In den Hauptrollen spielen Bernd Aldor (Teile 1 und 2), Theodor Loos (Teile 2 und 3), Werner Krauß (Teil 3), Conrad Veidt (Teil 4) und Reinhold Schünzel (Teil 4).

## Handlung
Obwohl mit Spielhandlungen versehen, waren die vier Filme in erster Linie als Informations- und Aufklärungsfilme konzipiert und wurden als so genannte Kulturfilme beworben. In den ersten drei Teilen steht die Erkrankung an Syphilis und ihre Folgen im Mittelpunkt des Geschehens.
Paul Mauthner, ein Maler, ist daran erkrankt; ein Kurpfuscher, der Heilung verspricht, kann jedoch nicht weiterhelfen. Schließlich verführt Paul die Braut seines Bruders, eines Arztes, und steckt diese ebenfalls mit Syphilis an. Während Paul Mauthner daraufhin flieht, stirbt die junge, infizierte Frau an der Krankheit. Die aus dieser Liaison entstandene Tochter, gleichfalls infiziert, wird in eine Spezialklinik eingewiesen und kann dort geheilt werden. Später heiratet sie den Sohn des sie behandelnden Arztes. Ihr von Syphilis gezeichneter Vater stirbt hingegen in ihren Armen.
Der zweite Syphilis-Film stellt die Moralfrage: nämlich wie weit eine Erkrankung als menschliche Schande zu werten sei. Der Protagonist dieser Geschichte, ein junger Arzt, glaubt, dass nur charakterlose Menschen durch verwerfliche Handlungen der Krankheit anheimfallen können. Bei einer Versammlung zu Ehren eines Venerologen entfacht sich ein heftiger Disput zwischen dem moralische Kategorien anlegenden Arzt und einem sachlicher argumentierenden Kollegen. Zwei Ereignisse lassen den dogmatischen jungen Arzt nachdenklich werden: seine Schwester heiratet einen noch nicht vollends geheilten Syphilitiker, und er selbst erkrankt infolge eines Kusses durch eine gleichfalls an Syphilis leidende junge Frau. Doch der Arzt wird geheilt und überdenkt seine bisherige Einstellung.
Auch im dritten Teil von Es werde Licht! steht die Syphilis im Zentrum des Handlungsgeschehens. Diesmal erkrankt ein Gutsbesitzer daran. Er erweist sich als wahrer Unhold, tyrannisiert seine Ehefrau und verführt die Tochter des von ihm angestellten Försters. Als die junge Frau keinen Ausweg mehr zu finden glaubt, sucht sie den Suizid. Schließlich stirbt auch der Despot und reißt post mortem überdies seinen Sohn mit ins Unglück. Dieser glaubt nämlich, dass auch er an Syphilis erkrankt sei und ist bald von dieser Wahnvorstellung besessen.
Die medizinischen Botschaften hinter den erzählten Ereignissen lauten einerseits: Vor den Gefahren ungeschützten Geschlechtsverkehrs wird gewarnt. Andererseits: Syphilis ist heilbar und somit keine moralisch zu verurteilende Schande, sondern lediglich ein gesundheitsgefährdendes Unglück, das es mit allen Mitteln zu bekämpfen gilt. In die dramatischen Geschichten werden belehrende und um Aufklärung bemühte Informationen eingebunden, mit denen der „leichtsinnigen Verbreitung“ von Geschlechtskrankheiten wie der Syphilis vorgebeugt werden soll.
Der vierte und letzte Teil dieser Reihe wurde nicht mehr unter dem Titel Es werde Licht! vertrieben. Da hier die Themen ungewollte Schwangerschaften und Schwangerschaftsabbruch infolge ungeschützten Sexualverkehrs visualisiert werden sollten, erhielt der Film einen völlig anderen Titel, der dieser Thematik Oswald angemessener erschien: Sündige Mütter.

## Hintergrund und Produktionsnotizen
Der erste Film entstand, wie es im Begleittext hieß, mit Unterstützung der „Deutschen Gesellschaft zur Bekämpfung der Geschlechtskrankheiten, Leitung Professor Blaschko“, der zweite mit Unterstützung der „Ärztlichen Gesellschaft für Sexualwissenschaft“ zu Berlin unter Mithilfe von Iwan Bloch.
Regisseur Oswald initiierte, wie Kay Weniger schreibt, ab „der zweiten Hälfte des 1. Weltkriegs […] ein ureigenes Genre, das seitdem vor allem (ungerechterweise) mit seinem Namen in Verbindung gebracht wurde: den sog. Sitten- oder auch Aufklärungsfilm. In diesen von reaktionären Kreisen häufig scharf attackierten, skandalumwitterten Werken behandelte der Österreicher alle bisher tabuisierten Bereiche der Sexualität wie Geschlechtskrankheiten, sexuelle Hörigkeit, Homosexualität, Mädchenhandel und Prostitution.“ Die vier Es werde Licht!-Inszenierungen Oswalds gelten als die ersten und zentralen Produktionen dieses vor allem in den zeitweilig zensurfreien Jahren 1918 und 1919 populären Filmgenres.
Der erste Teil von Es werde Licht! entstand 1916 und wurde am 25. Januar 1917 im Rahmen einer Pressevorführung erstmals gezeigt. Die Publikumsuraufführung fand am 1. März 1917 im Tauentzienpalast statt. Der zweite, 1917 gedrehte Teil lief am 25. Januar 1918 in demselben Lichtspielhaus an. Es werde Licht!, 3. Teil, wurde zwei Monate darauf erstmals gezeigt, während der vierte kurz nach Kriegsende, am 22. November 1918, unter dem Titel Sündige Mütter vorgestellt wurde. Jeder der vier Filme war fünf Akte lang.
Die Filmbauten stammen von August Rinaldi, Manfred Noa und Rudolf Dworsky.
Regisseur Oswald, ein unverdrossener Verfechter sexueller Liberalisierung in Deutschland, blieb in seinem filmischen Schaffen auch 1919 dem Thema Sexualität treu. In diesem Jahr entstanden Anders als die Andern (Thematisierung von Homosexualität und § 175) und der Zweiteiler Die Prostitution. Bald forderte selbst die DGBG, die ihm noch zu Beginn seiner Es werde Licht!-Reihe beratend beigestanden hatte, ein schärferes Eingreifen der Filmzensur. Diese Filme, so hieß es, seien „nicht sozialhygienisch, sondern unmoralisch, demoralisierend“. 1920 trat die DGBG schließlich dem soeben gegründeten „Verein zur Bekämpfung des Schundfilms“ bei.

## Kritiken
Die Filme fanden eine starke positive Resonanz bei der nichtbürgerlichen Kritik und beim breiten Publikum, der „Kinematograph“ sprach nach Ansicht des ersten Teils in seiner Ausgabe vom 2. Januar 1918 (Nr. 574) von einem „sensationellen Erfolg“. Erzkonservative und militärische Kreise befehdeten Oswalds Aufklärungs- und Sittenfilme 1918/19 jedoch aufs Heftigste. So ordnete beispielsweise noch im September 1918 das Preußische Kriegsministerium an, Es werde Licht! nicht weiter vor Soldaten vorzuführen, denn der Film zeige, „soviel Verderbtheit gerade der oberen Schichten, dass seine Wirkung eher eine Aufreizung zum Klassenhaß als eine Aufklärung im sexuellen Sinne“ sei. Der bevölkerungspolitische Ausschuss des Reichstags wiederum kritisierte die, wie er befand, „ganz ungeeignete Rede“ gegen Ende des Films: „In dieser Weise schrecke man nicht vom außerehelichen Geschlechtsverkehr ab.“
CineGraph: „Mit ES WERDE LICHT! wagt Oswald eine Themenspekulation. Der Film entsteht mit Unterstützung der „Deutschen Gesellschaft zur Bekämpfung der Geschlechtskrankheiten“ und ist der erste sogenannte „Aufklärungsfilm“, ein gesellschaftliches Tabu brechend in der Beschäftigung mit den als „Volkskrankheit“ verbreiteten Geschlechtskrankheiten. Der Film, von Oswald als „Sozialhygienisches Werk“ annonciert, wird ebenso gelobt wie abgelehnt.“
Vom Werden deutscher Filmkunst. Der stumme Film: „Oswald hatte sich angeblich vorgenommen, einen Film zu schaffen, der in interessanter dramatischer Entwicklung gleichsam belehrend wirken und zeigen sollte, wie dem Gespenst der bösen Infektion zu begegnen ist. Es wurde nach damaligen Begriffen ein Riesenfilm, der unter der Ägide der ‚Gesellschaft zur Bekämpfung der Geschlechtskrankheiten‘ mit Bernd Aldor, Hugo Flink und Leontine Kühnberg in den Hauptrollen großes Aufsehen erregte. Viele haben schon 1917 Richard Oswald den guten Aufklärungswillen abgestritten und ihn bezichtigt, mit der Aufklärung des Volkes Spekulation zu treiben. In diesen Verdacht wäre er vielleicht nicht gekommen, wenn er nur den ersten Teil von „Es werde Licht“ gemacht hätte. So aber steht er vor uns als der spekulativ lachende Filmfabrikant, der mit dem Erfolg des ersten Teils seiner „Aufklärung“ nicht schnell genug auf der materiellen Erfolgsbahn weiterschreiten konnte. Anfang 1918 erschien der zweite Teil von „Es werde Licht“ unter Mitregie von E.A. Dupont und unter Mithilfe von Iwan Bloch (!). Dem „interessanten“ Thema wurden wieder neue Seiten abgewonnen. Schnell noch einen dritten Teil Mitte 1918! Wie in der Konfektion die Kollektionen auf der Stange.“
- weitere Kritiken in der Neuen Kino-Rundschau